# Полоз-лисиця
Полоз-лисиця (Pantherophis vulpinus) — неотруйна змія з роду Pantherophis родини Вужеві.

## Опис
Загальна довжина сягає 1,3 м. Голова трохи витягнута. Масивний тулуб з рельєфним орнаментом з темно-каштанових плям уздовж спини на сірому або жовтуватому тлі. З боків тягнеться рядок дрібніших плям. Голова може бути іржавого кольору.

## Спосіб життя
Полюбляє прерії, ліси, степи та сільськогосподарські угіддя. Харчується дрібними ссавцями.
Не агресивний й зрідка намагається кусатися.
Це яйцекладна змія. Самиця відкладає від 7 до 29 яєць.

## Розповсюдження
Мешкає на півночі та у центрі США, у південно-західній Канаді.